# Sayed Mubarak al-Kuwari
Sayed Mubarak Mufta Mubarak al-Kuwari (arabisch سعد مبارك مفتاح مبارك الكواري; * 28. März 1964) ist ein ehemaliger katarischer Leichtathlet.
Der Sprinter stellte 1994 mit 10,34 Sekunden im 100-Meter-Lauf seine persönliche Bestmarke auf. Seine Bestleistung im 200-Meter-Lauf schaffte er 1992, als Sayed Mubarak al-Kuwari nach 20,76 Sekunden im Ziel eintraf.
Er qualifizierte sich für die Olympischen Spiele 1988 in Seoul, bei denen er in der Disziplin 4-mal-100-Meter-Staffel antrat. Sayed Mubarak al-Kuwari beendete den Staffellauf in der ersten Runde mit einer Zeit von 40,05 Sekunden und belegte den fünften Platz. Er qualifizierte sich für die Halbfinals und kam mit einer Zeit von 41,19 Sekunden als Achter ins Ziel und schied aus dem Wettbewerb aus. Bei den Olympischen Spielen 1992 trat er für sein Heimatland Katar in der Disziplin 200-Meter-Lauf an. Die erste Runde beendete er mit 21,87 Sekunden und belegte den vierten Platz.